# 阿尔戈斯-迈锡尼
阿尔戈斯-迈锡尼（希臘語：Άργος-Μυκήνες）是希腊伯罗奔尼撒大区阿尔戈利斯专区的市镇，行政中心为阿尔戈斯市。市镇面积为1,002.5平方公里，2021年人口数量为39,994人。
此市镇设立于2011年地方政府改革中，由原8个市镇合并而成，原市镇则成为此市镇的8个市区。